# Heioab
Der Heioab (englisch Heioab Mountain) ist ein Bergmassiv im Tsau-ǁKhaeb-(Sperrgebiet)-NationalparkKlicklaut (ehemals Diamantensperrgebiet) im Südwesten Namibias. Es erreicht eine Höhe von 1090 m. Die Ausdehnung ist etwa 8 km × 13 km.
Das Massiv ist an mehreren Stellen von Sand, der bei starken Sandstürmen auf den Berg getragen wird, zugedeckt. Der durchschnittliche jährliche Niederschlag in diesem Teil der Namib beträgt nur wenige Millimeter. Die im Massiv vorkommenden Büsche überleben nur dank des Nebels, der sich von Zeit zu Zeit über dem kalten Atlantik bildet und tagsüber weit ins Landesinnere driftet. Die einzelnen Kameldornbäume beziehen ihr Wasser aus tiefen unterirdischen Wasseransammlungen.

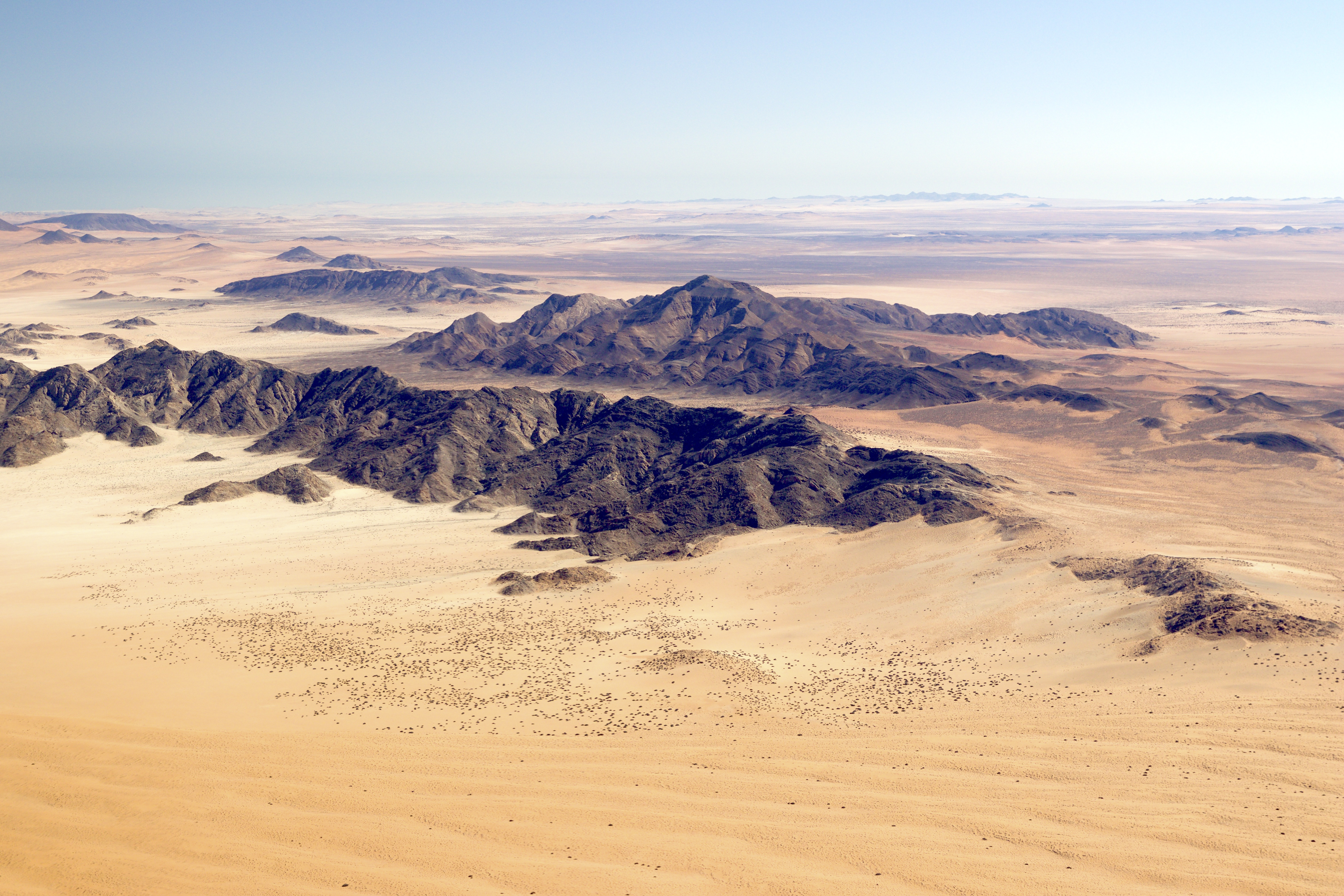
Heioab aus der Vogelperspektive (2018)